# Peter Méndez
Peter Méndez (Melo, 27 gennaio 1964) è un ex calciatore uruguaiano, di ruolo attaccante.